# Новое Высокое (Гомельская область)
Новое Высокое (бел. Но́вае Высо́кае) — деревня в Старовысоковском сельсовете Ельского района Гомельской области Белоруссии.

## География

### Расположение
В 20 км на запад от районного центра и железнодорожной станции Ельск (на линии Калинковичи — Овруч), в 197 км от Гомеля.

## Гидрография
На юге и севере мелиоративные каналы.

## Транспортная сеть
Автодорога соединяет деревню с Ельском. Планировка состоит из прямолинейной улицы, ориентированной с юго-востока на северо-запад вдоль автодороги и застроенной двусторонне, редко, деревянными домами усадебного типа.

## История
Согласно письменным источникам известна с середины XVIII века, когда деревня Высокое разделилась на две — Старое Высокое и Новое Высокое. После 2-го раздела Речи Посполитой (1793 год) в составе Российской империи. Согласно переписи 1897 года в Скороднянской волости. В 1907 году в наёмном доме открыта школа. В 1930 году жители вступили в колхоз. Во время Великой Отечественной войны в июле 1942 года немецко-фашистские каратели сожгли деревню и убили 212 жителей. 
В 1959 году в составе колхоза «Звезда» (центр — деревня Старое Высокое).

## Население

### Численность
- 2004 год — 36 хозяйств, 88 жителей.

### Динамика
- 1897 год — 42 двора, 342 жителя (согласно переписи).
- 1908 год — дворов, жителей.
- 1917 год — дворов, жителей.
- 1921 год — 87 дворов, 538 жителей.
- 1940 год — 135 дворов, 380 жителей.
- 1959 год — 102 жителя (согласно переписи).
- 2004 год — 36 хозяйств, 88 жителей.

## Достопримечательность
- Памятник погибшим в годы Великой Отечественной войны. Мемориальный камень с табличкой "Здесь 18.07.1912 немецко-фашистские захватчики уничтожили деревню Ново-Высокое с 212 мирными жителями. Вечная память землякам — жертвам фашизма".

## Известные лица
- П. П. Гудов — комиссар партизанской бригады имени П. К. Пономаренко Василевичского района Полесской области во время Великой Отечественной войны.